# Diadegma kyushuense
Diadegma kyushuense là một loài tò vò trong họ Ichneumonidae.